# آب و آتش
آب و آتش فیلمی به کارگردانی و نویسندگی فریدون جیرانی که در سال ۱۳۸۰ منتشر شده‌است.

## خلاصه‌ی داستان
علی مشرقی (پرویز پرستویی) نویسنده، پس از جر و بحثی شدید با همسرش ،مهرانگیز، شبانه از خانه خارج می‌شود و با اتومبیلش بی‌هدف در خیابان‌ها پرسه می‌زند و اتفاقی با زنی خیابانی به نام مریم شکوهی (لیلا حاتمی) آشنا می‌شود و برای حمایت از او در برابر مردانی که به دنبالش هستند، همراهی‌اش می‌کند. مریم او را به آپارتمانش می‌برد تا دفتر شعرهایش را نشان دهد. علی با ورود مردی به نام مجید شهلا (آتیلا پسیانی) -صاحب یک بوتیک که خود را مالک مریم می‌داند- به ساختمان، در اتاقی پنهان می‌شود و صبح روز بعد در بازگشت به خانه با جسد همسرش روبه رو می‌شود که به شکل مرموزی به قتل رسیده‌است. 
تمامی شواهد دال بر قتل زن توسط اوست، اما علی به قاضی دادگاه (عبدالله اسفندیاری) می‌گوید که شب حادثه را در خانهٔ زنی به سر کرد است. قاضی به او مهلت می‌دهد تا آن زن را به عنوان شاهد به دادگاه بیاورد. وقتی علی برای گفتن ماجرای قتل همسرش و لزوم حضور مریم در دادگاه به آپارتمان او می‌رود، با مجید روبه رو می‌شود. مریم در حضور مجید، آشنایی با علی را انکار می‌کند، اما در ملاقاتی دیگر با علی به او می‌گوید به رغم تمایلش برای کمک به او، به این دلیل که شناسنامه اش دست مجید است، قادر به ادای شهادت در دادگاه نیست. هر چه زمان می‌گذرد، احساس درماندگی علی بیشتر می‌شود. حالا دیگر تنها چیزی که برای او اهمیت دارد شناخت مریم است. علی مدتی بعد در می‌یابد مریم فرزندی به نام بهار (روژانو نصیرزاده) از مجید دارد و دوست صمیمی‌اش سیما (بهناز جعفری)-که مدت‌ها قبل، نیمی از صورتش سوخته- از این بچه نگهداری می‌کند. علی با سیمین درخشان (فریماه فرجامی) -مادر مریم- نیز ملاقات می‌کند در حین این ملاقات مادر مریم حقایق تلخی را از کودکی مریم برای علی بازگو می‌کند؛ مبنی بر اینکه وی در کودکی مورد آزار و اذیت جنسی پدر خود واقع شده و همین موضوع، باعث انحراف اخلاقی وی در دوران بزرگسالی و بیماری روانی مادرش شده‌است.
مریم که آن روز برای سرکشی و دادن داروهای مادرش به خانهٔ او آمده، از دیدن علی در آنجا ناراحت می‌شود و در تلاش برای فرار از علی، تصادف می‌کند. علی او را در اتومبیل خود می‌گذارد و می‌خواهد به بیمارستان برساند، اما مریم مخالفت می‌کند. از طرفی، مجید در پی مریم به آپارتمان سیما می‌رود و با کتک او را مجبور می‌کند به مریم تلفن کرده و به بهانهٔ خودکشی، به آپارتمان بکشاندش. 
وقتی مریم و علی سراسیمه به آپارتمان سیما می‌آیند، با مجید روبه‌رو می‌شوند. به درخواست مجید، علی بیرون از آپارتمان منتظر می‌ماند و لحظاتی بعد، مریم زیر مشت و لگدهای مجید جان می‌سپارد. علی که خاطراتش را بازگو می‌کند، می‌گوید که پس از حادثهٔ مرگ مریم، قاتل همسرش نیز که یک سارق جواهرات بوده پیدا می‌شود و حالا بهار کوچک برای او یاد مادرش را زنده می‌کند.

## بازیگران
| بازیگر            | نقش          |
| ----------------- | ------------ |
| پرویز پرستویی     | علی مشرقی    |
| لیلا حاتمی        | مریم         |
| آتیلا پسیانی      | مجید شهلا    |
| بهناز جعفری       | سیما         |
| فریماه فرجامی     | سیمین درخشان |
| عبدالله اسفندیاری | قاضی دادگاه  |
| فرشید ابراهیمیان  | حامد         |
| روژانو نصیرزاده   | بهار         |